# Derby du trot danois
Le Derby du trot danois (en danois Danskt Trav-Derby) est une course hippique de trot attelé se déroulant au mois d'août sur l'hippodrome de Charlottenlund, au Danemark.
C'est une course de Groupe I réservée aux poulains de 4 ans qui se court sur la distance de 3 000 mètres. En 2024, l'allocation est de 1 264 000 DKK (environ 169 400 €).
L'épreuve est créée en 1898, mais en 1897 une course avait déjà eu lieu sous le nom de Kjøbenhavns Traver Derby (« Derby de trot de Copenhague »).

## Palmarès depuis 1994
| Année | Vainqueur         | Père            | Driver             | Réd.km |
| ----- | ----------------- | --------------- | ------------------ | ------ |
| 2024  | Icebreaker        | Chocolatier     | Magnus A. Djuse    | 1'13"9 |
| 2023  | Holger Danske     | SJ's Caviar     | Michael Lönborg    | 1'14"  |
| 2022  | Get A Wish        | Wiahing Stone   | Bo Westergaard     | 1'14"2 |
| 2021  | Festival of Speed | Cantab Hall De  | Steen Juul         | 1'13"9 |
| 2020  | Extreme           | Chocolatier     | Steen Juul         | 1'14"2 |
| 2019  | Dumbo             | Wishing Stone   | Gordon Dahl        | 1'14"3 |
| 2018  | Chock Nock        | S J'S Photo     | Björn Goop         | 1'15"1 |
| 2017  | Bvlgari Peak      | Ready Cash      | Steen Juul         | 1'14"1 |
| 2016  | Axel              | Love You        | René Kjær          | 1'15"5 |
| 2015  | Winston Sisa      | Ens Snapshot    | Jan Dahlgaard      | 1'13"3 |
| 2014  | Tumble Dust       | Crazed          | Björn Goop         | 1'14"7 |
| 2013  | Stand And Deliver | Kadabra         | Birger Jörgensen   | 1'15"  |
| 2012  | Repay Merci       | Offshore Dream  | Knud Mönster       | 1'16"5 |
| 2011  | Peak              | Ganymède        | Johnny Takter      | 1'15"3 |
| 2010  | Okay Bee          | Turbo Sandy     | Flemming Jensen    | 1'15"4 |
| 2009  | Nice Little Ärt   | Golden Globe    | Johnny Takter      | 1'16"2 |
| 2008  | Magic Sisa        | Carmody Lobell  | Johnny Takter      | 1'15"3 |
| 2007  | Leviti            | Alf Palema      | Steen Juul         | 1'17"2 |
| 2006  | Kanonis Lobell    | Carmody Lobell  | Kenneth Nielsen    | 1'16"5 |
| 2005  | I'm a Photo       | S.J.'s Photo    | Staffan Nilsson    | 1'16"6 |
| 2004  | Home Blåbjerg     | S.J.'s Photo    | Thomas Uhrberg     | 1'17"5 |
| 2003  | Good Guy DK       | S.J.'s Photo    | Bent Svendsen      | 1'17"  |
| 2002  | Fräkke Frederik   | Speedy Tomali   | Preben Kjaersgaard | 1'16"4 |
| 2001  | Esterel Sunset    | Victor Victor   | Flemming Jensen    | 1'16"3 |
| 2000  | Dragon Flamingo   | Carmody Lobell  | Nicolaj Andersen   | 1'17"1 |
| 1999  | Chopin Toftebjerg | Ride the Wave   | Nicolaj Andersen   | 1'16"2 |
| 1998  | Bell Shadow       | Quick Pay       | Torbjörn Jansson   | 1'17"4 |
| 1997  | Atom Tess         | Smokin Yankee   | Steen Juul         | 1'17"7 |
| 1996  | Wee Hjordal       | Shane T.Hanover | Henrik Lönborg     | 1'17"2 |
| 1995  | Treasure Ås       | Balanced Image  | Erik Berglöf       | 1'16"5 |
| 1994  | Skalflex          | Espay           | Steen Juul         | 1'18"2 |